# Dopuszczalna masa całkowita
Dopuszczalna masa całkowita (skrót dmc (małymi literami, bez kropek)) – łączna masa pojazdu (lub zespołu pojazdów) na postoju, gotowego do drogi wraz z masą ładunku deklarowaną jako dopuszczalna przez właściwe władze państwa rejestracji pojazdu.
Według artykułu 2 punkt 54 prawa o ruchu drogowym w Polsce to największa, określona właściwymi warunkami technicznymi, masa pojazdu, obciążonego osobami i ładunkiem, dopuszczonego do poruszania się po drodze.